# Ministerio de la Presidencia, Justicia y Relaciones con las Cortes
El Ministerio de la Presidencia, Justicia y Relaciones con las Cortes (MPR) de España es el departamento de la Administración General del Estado al que le corresponde proporcionar apoyo al presidente del Gobierno y a sus órganos de asistencia, a la Casa de Su Majestad el Rey, así como las relaciones entre el Gobierno de la Nación y las Cortes Generales. Le compete, igualmente, la coordinación de los asuntos de relevancia constitucional y la preparación, desarrollo y seguimiento del programa legislativo del Gobierno.
De igual forma, este ministerio es responsable de la propuesta y ejecución de la política del Gobierno de la Nación para el desarrollo del ordenamiento jurídico, y para el ejercicio del derecho a la libertad religiosa; las relaciones del Gobierno con la Administración de Justicia, con el Consejo General del Poder Judicial y con el Ministerio Fiscal, a través del Fiscal General del Estado, y la cooperación jurídica internacional, así como las demás funciones atribuidas por las leyes.
Está encabezado por el ministro de la Presidencia, un alto cargo del Gobierno que desde 1951 asiste al jefe del Ejecutivo en el ejercicio de sus funciones. Además, en la actualidad también ejerce como ministro de Justicia y notario mayor del Reino. Desde 2023, el titular es Félix Bolaños.

## Historia
El Ministerio de la Presidencia, Justicia y Relaciones con las Cortes fue creado por el presidente del Gobierno, Pedro Sánchez, en noviembre de 2023, como uno de los nuevos departamentos que formarían su tercer Gobierno.
Se constituyó mediante la refundición de otros dos históricos ministerios, el Ministerio de Justicia, que existió de forma casi ininterrumpida desde principios del siglo XVIII, y el Ministerio de la Presidencia que, con sus orígenes en el cargo de ministro-subsecretario de la Presidencia establecido en 1951, se constituyó formalmente como departamento en enero de 1974.
En 2023, en el contexto de la formación de un nuevo gobierno para el periodo de la xv legislatura y, con una complicada ley de amnistía en proceso de aprobación, el presidente del Gobierno decidió refundir los departamentos antes mencionados, concentrando en su ministro de la Presidencia, Félix Bolaños, las relaciones con los poderes del Estado y, en especial, con el Poder Judicial.
Descrito como un «superministerio», las asociaciones judiciales y fiscales vieron con buenos ojos que Bolaños asumiera la cartera de Justicia para que tuviera mayor protagonismo, pero criticaron que se fusionara con Presidencia, pues se corre el riesgo de lanzar «a la sociedad una imagen equivocada de que el Poder Ejecutivo y el Judicial van de la mano».

## Estructura
El Ministerio de Presidencia y Justicia se estructura a través de los órganos siguientes (en negrita los directamente dependientes del ministro):
- La Secretaría de Estado de Justicia.
  - La Secretaría General para la Innovación y Calidad del Servicio Público de Justicia, con rango de Subsecretaría.
    - La Dirección General para el Servicio Público de Justicia.
    - La Dirección General de Transformación Digital de la Administración de Justicia.
    - La Dirección General de Seguridad Jurídica y Fe Pública, que también actúa como Oficina de Recuperación y Gestión de Activos (ORGA).

  - La Dirección General de Cooperación Jurídica Internacional.
- La Secretaría de Estado de Relaciones con las Cortes y Asuntos Constitucionales.
  - La Dirección General de Relaciones con las Cortes.
  - La Dirección General de Asuntos Constitucionales y Coordinación Jurídica.
- La Subsecretaría de la Presidencia, Justicia y Relaciones con las Cortes, de la que dependen los siguientes órganos directivos:
  - La Secretaría General Técnica-Secretariado del Gobierno.
  - La Dirección General de Servicios.
  - La Dirección General de Libertad Religiosa.
- La Abogacía General del Estado, con rango de Subsecretaría.
  - La Dirección General de lo Consultivo.
  - La Dirección General de lo Contencioso.

Como órgano de asistencia inmediata al ministro existe un Gabinete.

### Adscripciones
Además, están adscritos a él:
- El Centro de Estudios Políticos y Constitucionales (CEPC).
- El Centro de Investigaciones Sociológicas (CIS).
- El Centro de Estudios Jurídicos (CEJ).
- La Mutualidad General Judicial (MUGEJU).
- La Agencia Estatal Boletín Oficial del Estado (AEBOE).
- La Fundación Pluralismo y Convivencia (FPC).

El Consejo de Administración del Patrimonio Nacional depende orgánicamente de la Presidencia del Gobierno a través del Ministerio de la Presidencia.
Además, las autoridades administrativas independientes Agencia Española de Protección de Datos (AEPD) y Autoridad Independiente de Protección del Informante (AIPI), se relacionan con el Gobierno a través del Departamento.

## Titular
El titular del ministerio actúa, como ministro de la Presidencia, como máximo asistente del presidente del Gobierno y  preside las reuniones de la Comisión General de Secretarios de Estado y Subsecretarios, siempre que no lo haga un vicepresidente del Gobierno.
Como ministro de Justicia, es notario mayor del Reino y da fe de los principales acto de Estado y de los relacionados con la familia real.
| Imagen | Nombre                  | Mandato                 | Mandato     | Mandato          | Partido | Partido | Presidente del Gobierno | Presidente del Gobierno       | Monarca                   | Ref.   |
| Imagen | Nombre                  | Nombramiento            | Cese        | Duración         | Partido | Partido | Presidente del Gobierno | Presidente del Gobierno       | Monarca                   | Ref.   |
| ------ | ----------------------- | ----------------------- | ----------- | ---------------- | ------- | ------- | ----------------------- | ----------------------------- | ------------------------- | ------ |
|        | Félix Bolaños (n. 1975) | 21 de noviembre de 2023 | En el cargo | 1 año y 227 días |         | PSOE    |                         | Pedro Sánchez (2018-presente) | Felipe VI (2014-presente) | [ 10 ] |

## Presupuesto
Para el ejercicio fiscal de 2024, los presupuestos prorrogados del año 2023 prevén un presupuesto consolidado de 2736 millones de euros. De estos, 2371 millones son ejecutados por los servicios centrales mientras que 365 millones son administrados por sus organismos adscritos.
El grueso del presupuesto va destinado a sufragar los gastos de la Administración de Justicia (más de 2200 millones), mientras que el resto se destina a financiar los gastos de la Presidencia del Gobierno (134 millones), algunos de la Casa de Su Majestad el Rey (7,8 millones), así como las relaciones entre el Gobierno y el Parlamento, Patrimonio Nacional y gastos de funcionamiento del Ministerio (361 millones).

### Auditoría
Las cuentas del Ministerio, así como de sus organismos adscritos, eran auditadas de forma interna por la Intervención General de la Administración del Estado (IGAE), a través de una Intervención Delegada en el propio Departamento. De forma externa, era el Tribunal de Cuentas el responsable de auditar el gasto.